# Fotografia de carrer

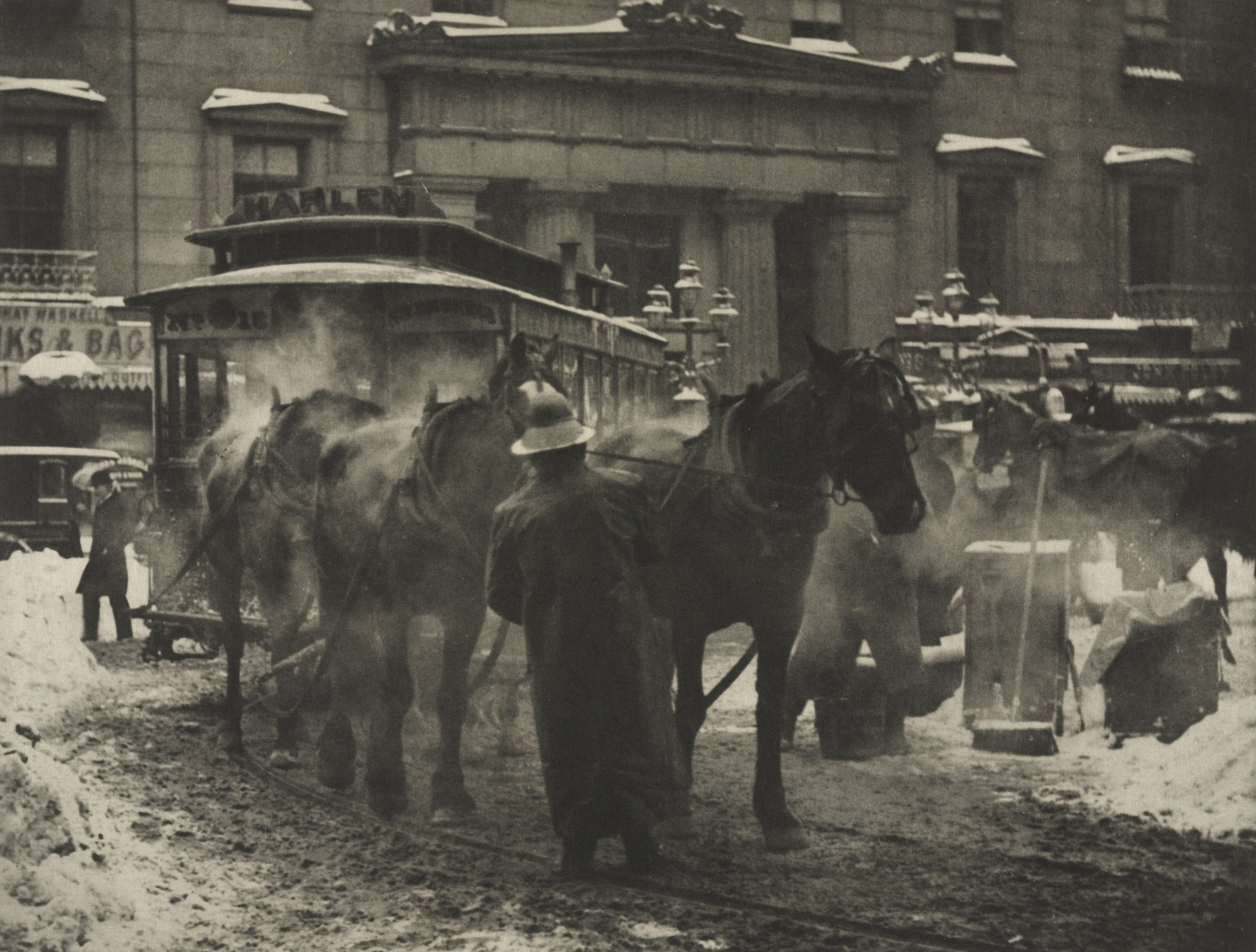
Alfred Stieglitz: "The Terminal" (1892)

La fotografia de carrer és la fotografia protagonitzada per la condició humana en llocs públics. No requereix la presència d'un carrer ni d'un entorn urbà. Encara que les persones en general són els principals subjectes en aquest marc fotogràfic, l'absència de persones, la seva petjada, o elements propis d'entorns urbans amb caràcter estètic o de denúncia apareixen també en múltiples ocasions.
Composició i oportunitat són els aspectes clau d'aquest gènere. L'objectiu fonamental de la fotografia de carrer és la creació d'imatges en un moment clau o decisiu. La fotografia de carrer es pot centrar en mostrar emocions, així com en el registre de la història des de baix des d'un punt de vista emocional.
La major part del que es considera, estilísticament i subjectivament, com fotografia de carrer per antonomàsia, es va fer en l'època que abasta des de final del segle xix fins a finals de 1970; un període que va veure l'aparició de càmeres lleugerers que van permetre la fotografia espontània en llocs públics.

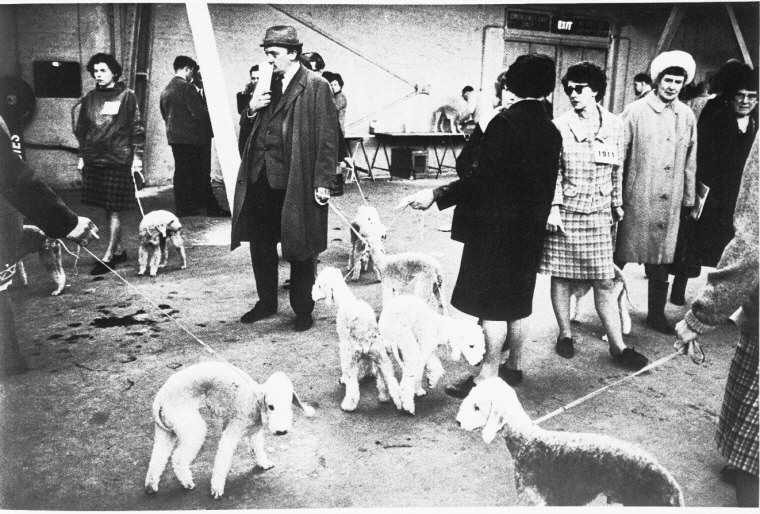
"Crufts Dog Show 1968" per Tony Ray-Jones